# Fries Verzetsmuseum

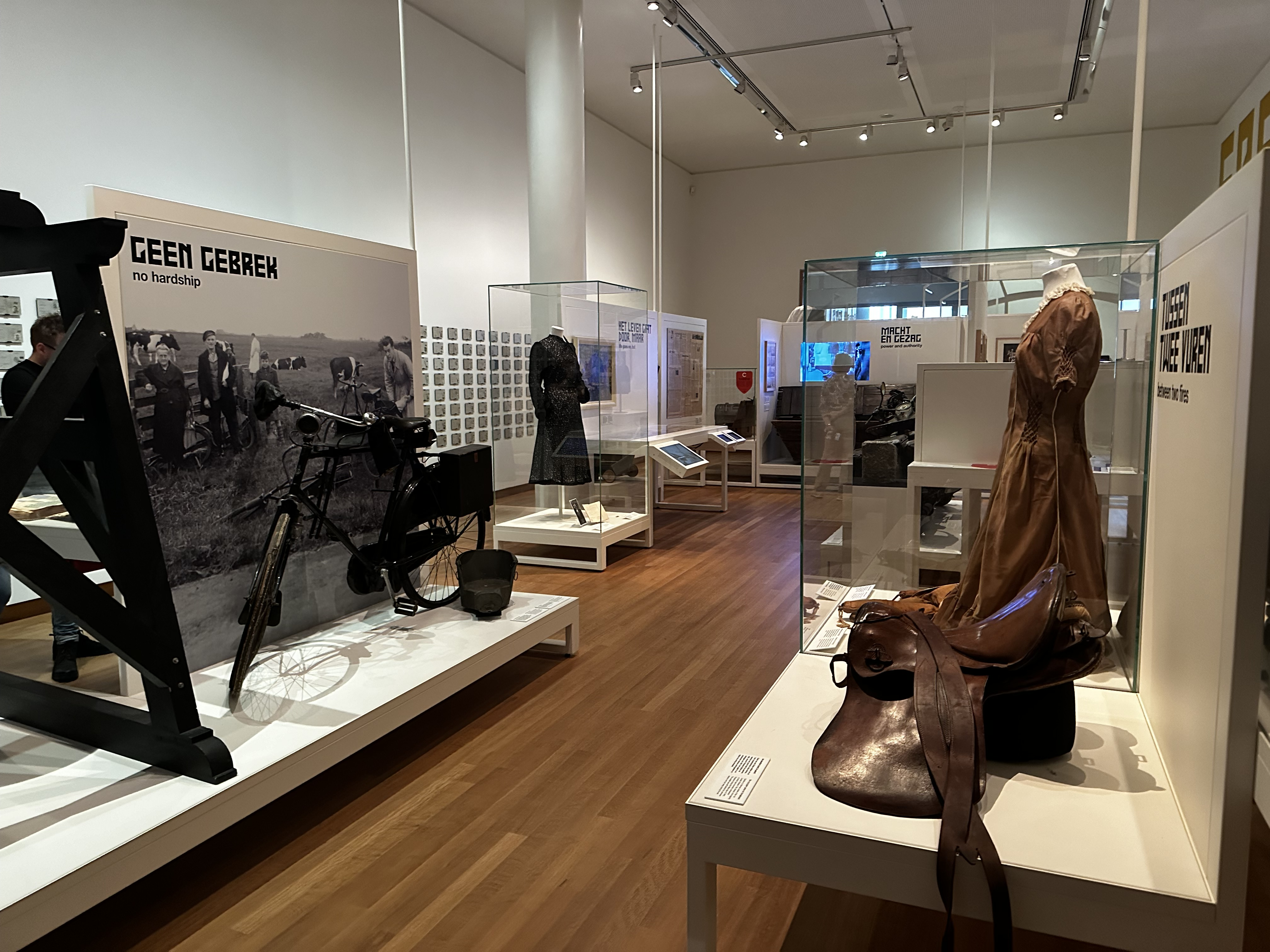
Collectie

Het Fries Verzetsmuseum is een museum in de Nederlandse stad Leeuwarden. Het museum vertelt het verhaal over de provincie Friesland tijdens de Tweede Wereldoorlog.

## Geschiedenis
Het museum begon in 1979 in de Kanselarij. De collectie van Catharinus (Bob) Reitsma werd het Verzetsmuseum Friesland. Hij was ook schrijver van het boek Tekens aan de weg - tekens aan de wand. Aanzet tot het museum was de bevrijdingsexpositie V-25 in het Beursgebouw in 1970.  De Vereniging Friesland 1940-1945 speelde een belangrijke rol bij de oprichting van het Verzetsmuseum.  Het Verzetsmuseum werd op 27 september 1979 geopend. Het werd destijds het eerste verzetsmuseum van Nederland genoemd,hoewel het Nederlands Nationaal Oorlogs- en Verzetsmuseum Overloon destijds al meer dan dertig jaar bestond. Zeven maanden na de opening kreeg het museum op 23 april 1980 de 10.000ste bezoeker.  In de jaren 80 verhuisde het museum naar een pand aan het Zuiderplein. Het Verzetsmuseum werd in  1994 onderdeel van het Fries Museum. In 1995 verhuisde het weer terug naar de Kanselarij. In 2013 verhuisde het museum naar het Wilhelminaplein (Zaailand).  In december 2019 werd het museum heringericht. Het is gevestigd op de tweede verdieping van het gebouw van het Fries Museum.

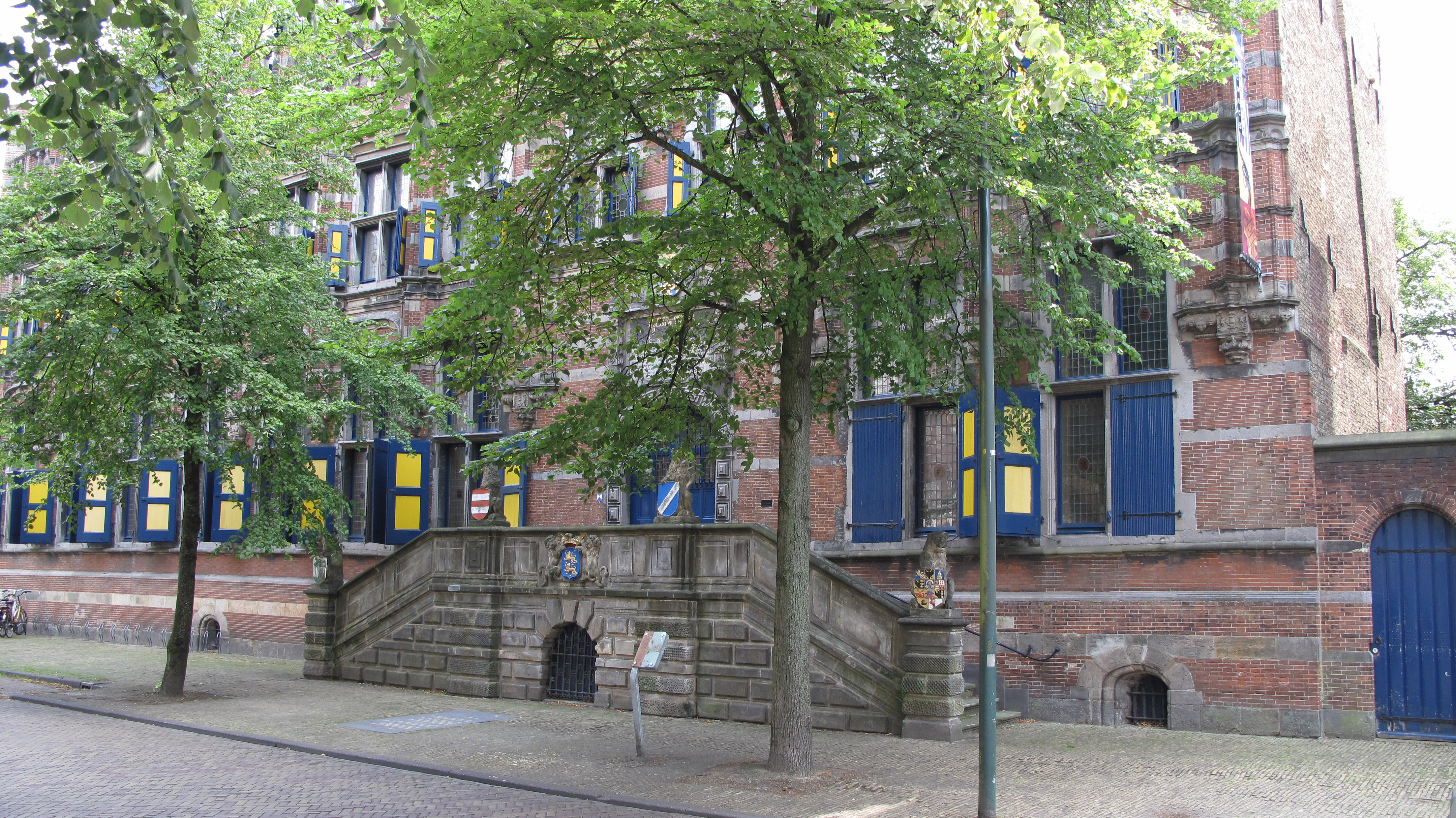
Kanselarij, locatie 1995-2013
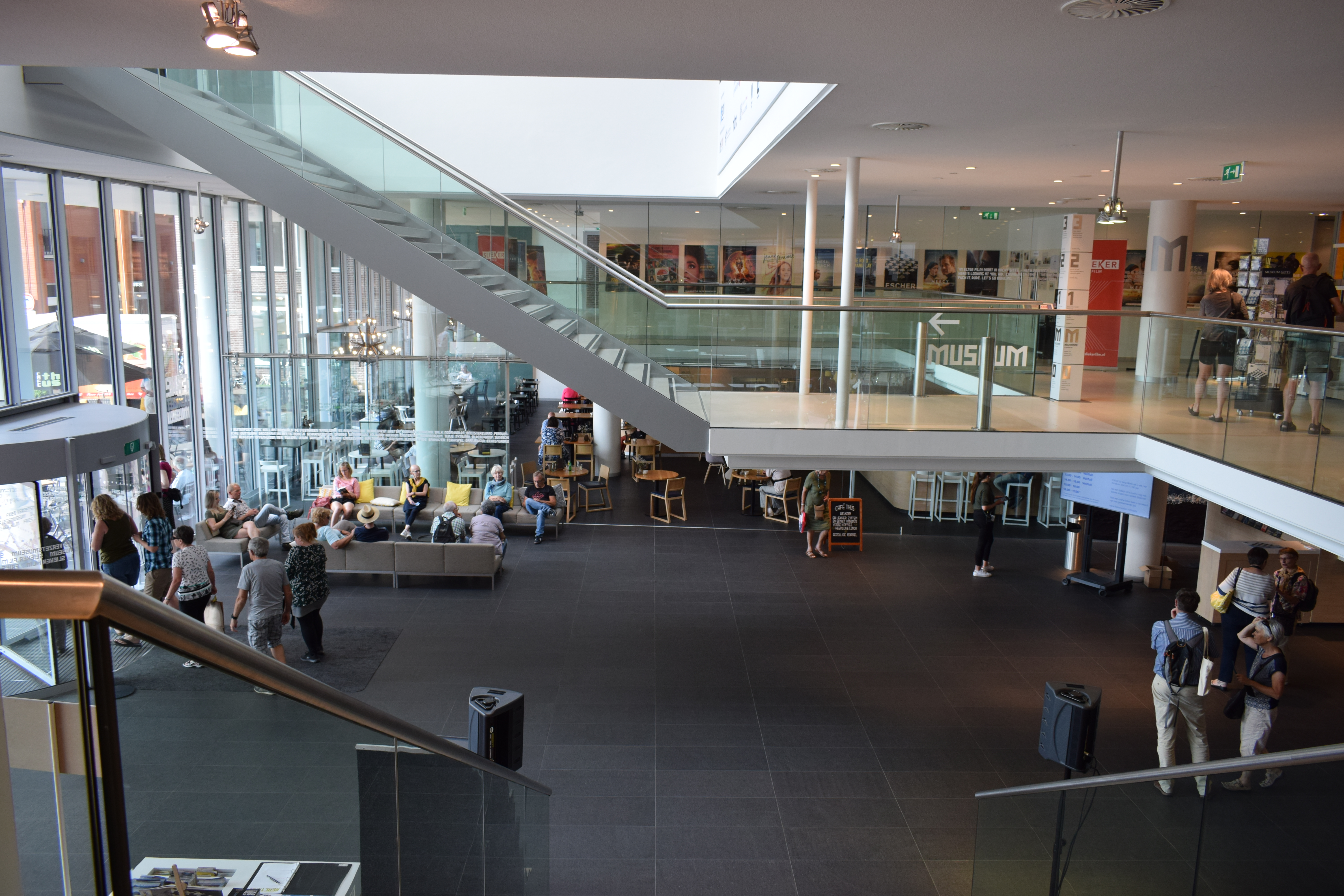
Interieur museum Zaailand

## Collectie
Het Fries Verzetsmuseum bewaart een collectie van circa 45.000 objecten, documenten, boeken, tijdschriften, foto's, en films over de bezetting, collaboratie, verzet, vervolging en bevrijding.
- Namen van 290 personen die in het Friese verzet zijn omgekomen.
- Namen van meer dan 600 uit Friesland verjaagde en vermoorde Joden.[8]
- De Overval op het Huis van Bewaring door het Nederlands verzet op 8 december 1944.
- Projecten 75 jaar vrijheid in Friesland. Opvolger van het educatieproject Fryslân 70 jier frij. De filmbeelden zijn afkomstig uit het Fries Film Archief, waar ook de film- en videocollectie van het Fries Verzetsmuseum is ondergebracht.[9]
- Overige onderwerpen: onderduiken, de Landelijke Organisatie voor Hulp aan Onderduikers, de luchtoorlog boven Friesland en de Universele Verklaring van de Rechten van de Mens.

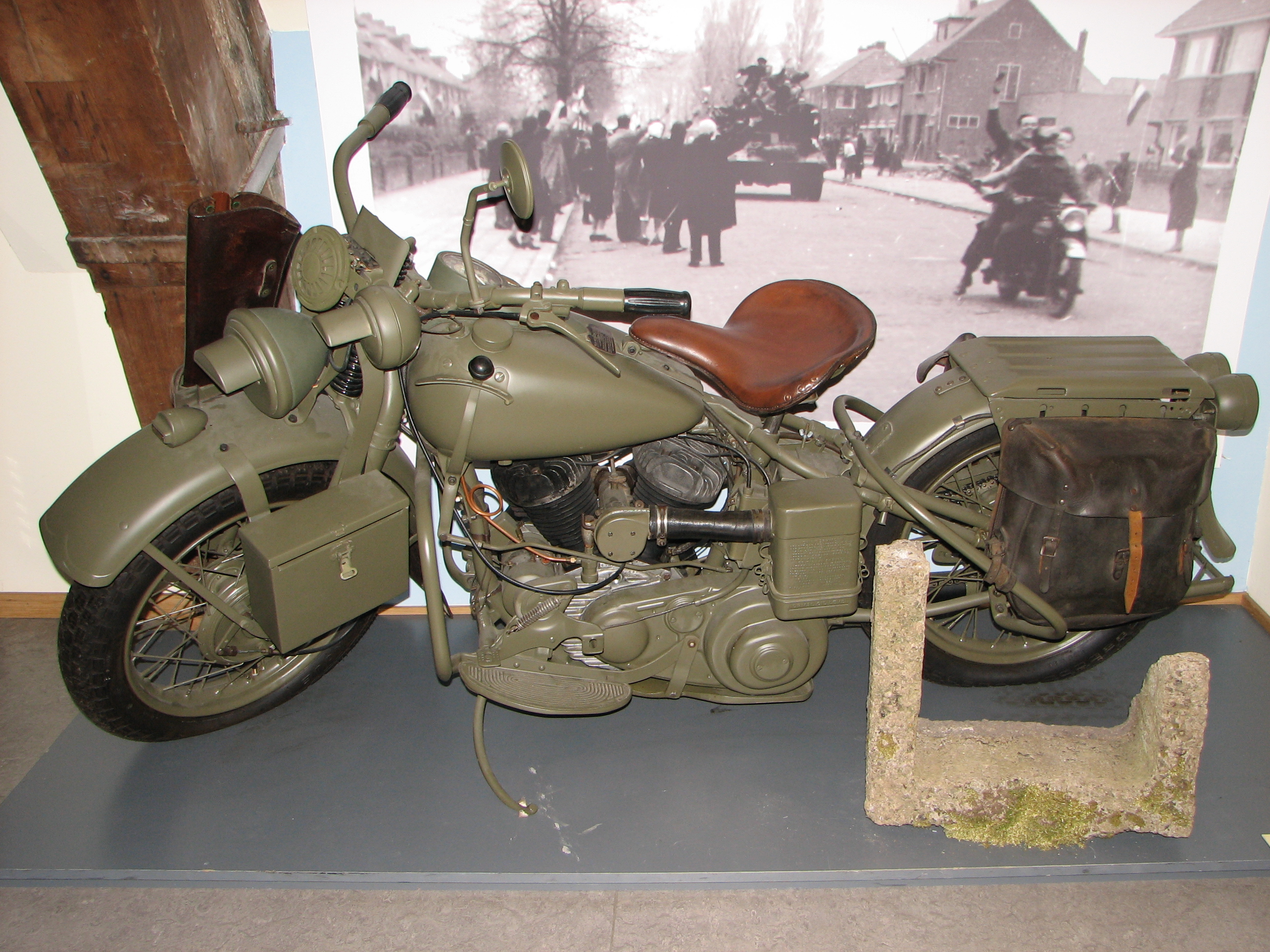
Harley-Davidson Liberator, motor
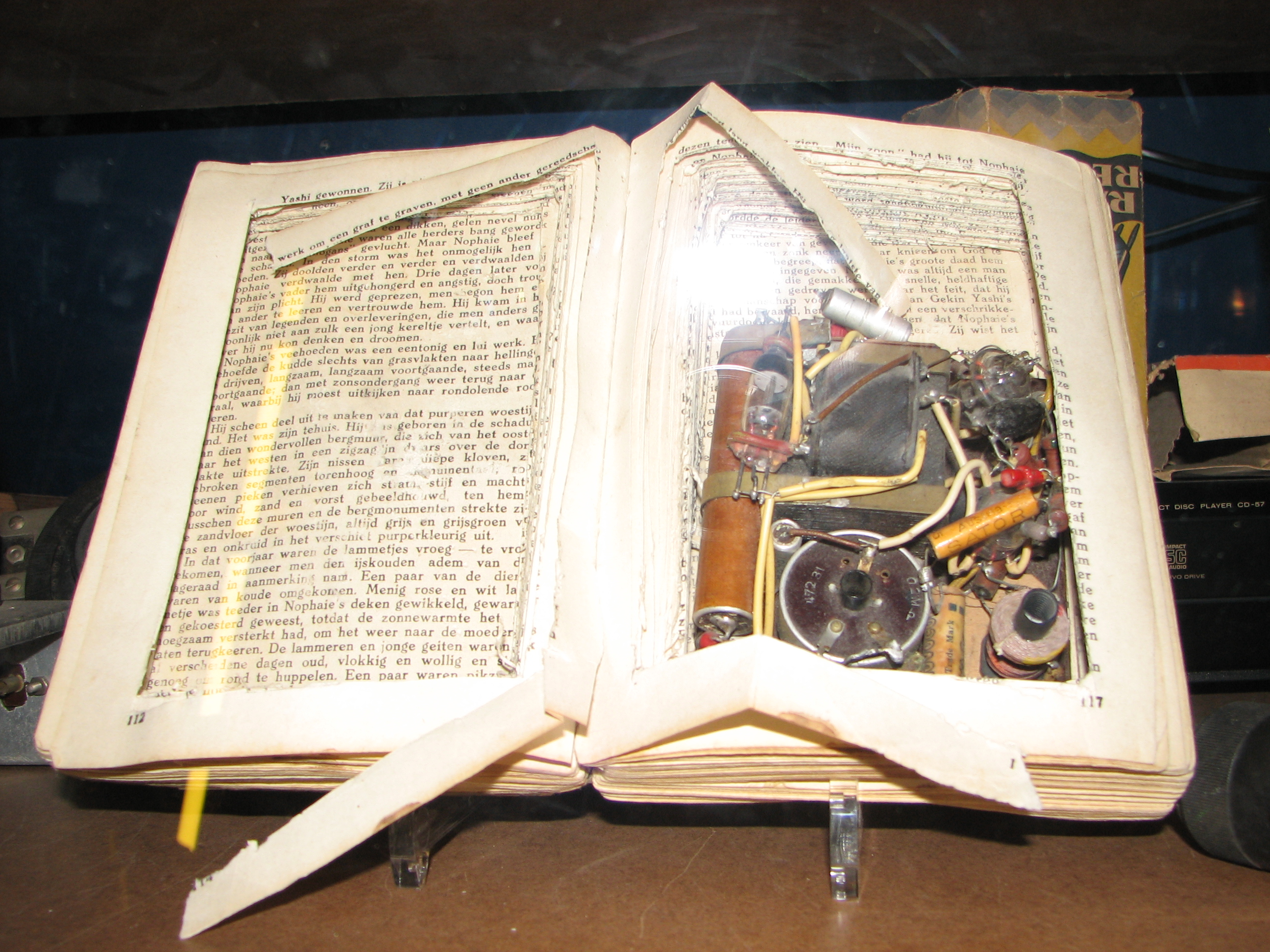
Radio verborgen in een boek